# پوری سلطانی
پوراندخت سلطانی شیرازی، مشهور به پوری سلطانی (۱ شهریور ۱۳۱۰ − ۱۶ آبان ۱۳۹۴) از پایه‌گذاران علوم کتابداری و اطلاع‌رسانی در ایران، استاد گروه کتابداری کتابخانه ملی ایران و عضو هیئت علمی دانشگاه تهران بود. وی را به عنوان «مادر کتابداری نوین ایران» می‌شناسند. او طی پنجاه سال کار مستمر، تأثیر بسزایی بر فعالیت و شکل‌گیری کتابخانه ملی ایران داشته‌است. پوری سلطانی همسر مرتضی کیوان، روزنامه‌نگار و منتقد ادبی بود.

## خدمات و افتخارات
پوری سلطانی پس از مهاجرت به انگلستان در دهه ۱۳۳۰، تحصیلات خود را در رشته زبان و ادبیات انگلیسی در دانشگاه کمبریج تکمیل کرد و پس از بازگشت به ایران در کتابخانه بانک مرکزی مشغول به کار شد.
پوری پس از تحصیل در رشته کتابداری با تأسیس مرکز خدمات کتابداری، تحول چشمگیری در توسعه کتابداری در ایران ایجاد کرد. او و همکارانش با همه توان کوشیدند تا کتابخانه ملی ایران را به سطح علمی و فنی بزرگ‌ترین کتابخانه‌های ملی دنیا برسانند. همچنین سهم او در شیوه‌های نوین طبقه‌بندی کتاب اسناد و مدارک و حفظ میراث مکتوب ایران و کمک به محققین رشته‌های مختلف در یاد و خاطر بسیاری از پژوهشگران باقی است.
او همچنین عضو هیئت علمی دانشگاه تهران و استاد گروه کتابداری کتابخانه ملی ایران بوده‌است و جایزه ترویج علم ایران را از جانب انجمن کتابداری و اطلاع‌رسانی ایران دریافت کرده‌است.

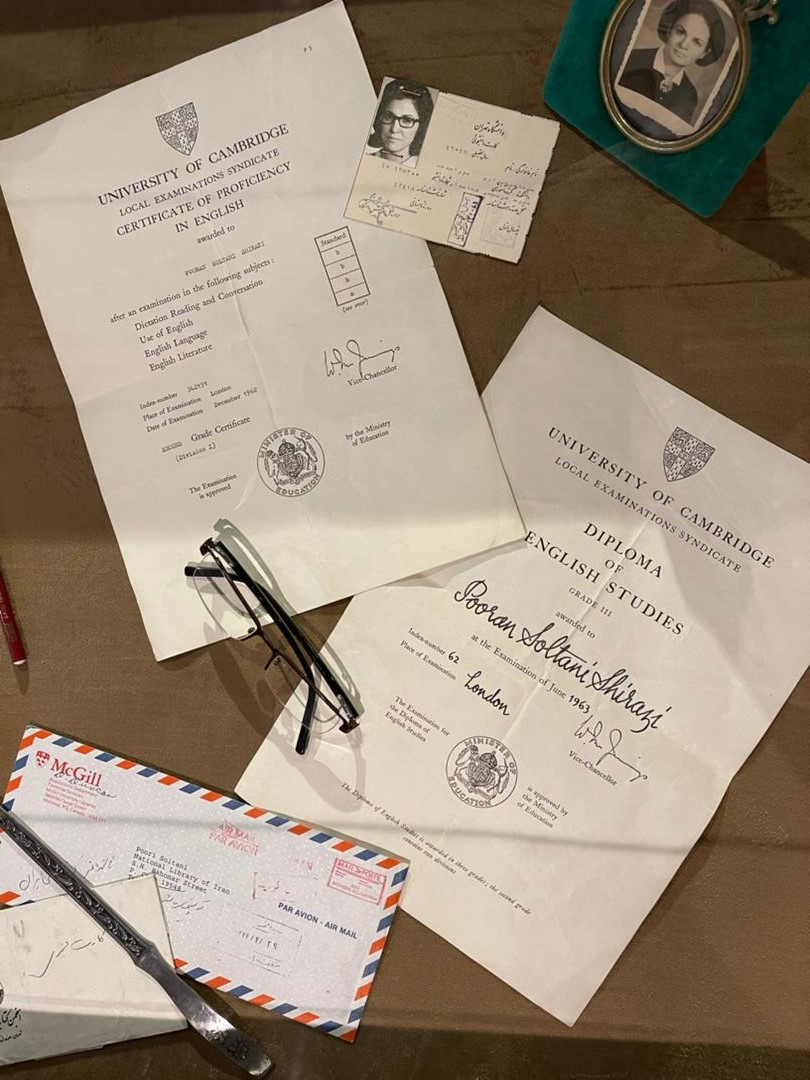
گواهی فارغ‌التحصیلی پوری سلطانی از دانشگاه کمبریج در ۱۹۶۳ میلادی

## زندگی شخصی

### خانواده
پوری سلطانی، دختر مهدی سلطانی شیرازی و رقیه خانم حائری (دختر شیخ عبدالله حائری مازندرانی و آمنه خانم کرمانشاهی) در ۱ شهریور ۱۳۱۰ زاده شد. پدرش از وکلای دادگستری و از مریدان رحمت علیشاه (شیخ عبدالله حائری) بود و به خاطر وی از شیراز به تهران کوچ کرد و در خانقاه او مستقر شد. تا آن‌که با دختر بزرگ وی، رقیه خانم، ازدواج کرد. حاصل ازدواج آن‌ها سه پسر و چهار دختر بود (یوسف، محمود، شمسی (زهرا)، حمیده (بدری)، منیر، مسعود و پوراندخت (پوری) که دوقلو بودند).

## تحصیلات
پوری سلطانی تحصیلات ابتدایی و متوسطه را در تهران گذراند؛ در آن زمان به عضویت سازمان پیشاهنگی دختران ایران درآمد. در ۱۳۳۱ از دانشکده ادبیات دانشگاه تهران به اخذ درجه کارشناسی ادبیات فارسی نائل شد و در همین سال در وزارت فرهنگ (وزارت آموزش و پرورش کنونی) استخدام و مأمور تدریس در مدارس ساری شد. همراه تدریس فعالیت سیاسی هم می‌کرد؛ در این شهر سخنرانی‌هایی برپا می‌نمود که عمدتاً سخنرانان از فعالان سیاسی همان شهر بودند. با کودتای ۲۸ مرداد ۱۳۳۲، ماندنش در آن شهر خالی از خطر نبود؛ گویا از سوی حزب سومکا مورد تهدید واقع شده‌بود؛ بنابراین به تهران بازگشت و به تدریس در مدارس تهران پرداخت.

## ازدواج با مرتضی کیوان
پوری سلطانی در ۲۷ خرداد ۱۳۳۳ با مرتضی کیوان، روزنامه‌نگار و منتقد ادبی ازدواج کرد. هنوز سه ماه از ازدواج آن‌ها نگذشته بود که پوری و همسرش دستگیر شدند. مرتضی کیوان و نه تن از افسران ارتش به جرم عضویت در تشکیلات مخفی حزب توده ایران، در ۲۷ مهر ۱۳۳۳ اعدام شد. در دی آن سال پوری که از بیماری و فشار روحی رنج می‌برد از زندان آزاد شد.
احمد شاملو آن سال را چنین توصیف می‌کند: 
«سال بد/ سال باد/ سال اشک/ سال شک/ سال روزهای دراز و استقامت‌های کم
سالی که غرور گدایی کرد/ سال پست/ سال درد/ سال عزا/ سالِ اشک پوری/ سالِ خونِ مرتضا/ سال کبیسه …»
هوشنگ ابتهاج دربارهٔ اتفاقات پس از اعدام مرتضی می‌گوید: «... مدام سنگ قبر کیوان را می‌شکستند و ما برای خود علامتی داشتیم تا نشانی از گور او داشته باشیم و بتوانیم بر سر گورش برویم. بعد آنجا را خراب کردند و جایش بوستان درست کردند و بعد هم بوستان را ویران کردند و جایش ساختمان ساختند. وقتی آن بوستان را ساختند، من این شعر را روی بشقابی نوشتم و به پوری هدیه کردم: ساحتِ گورِ تو سروستان شد/ ای عزیزِ دلِ من/ تو کدامین سروی؟»

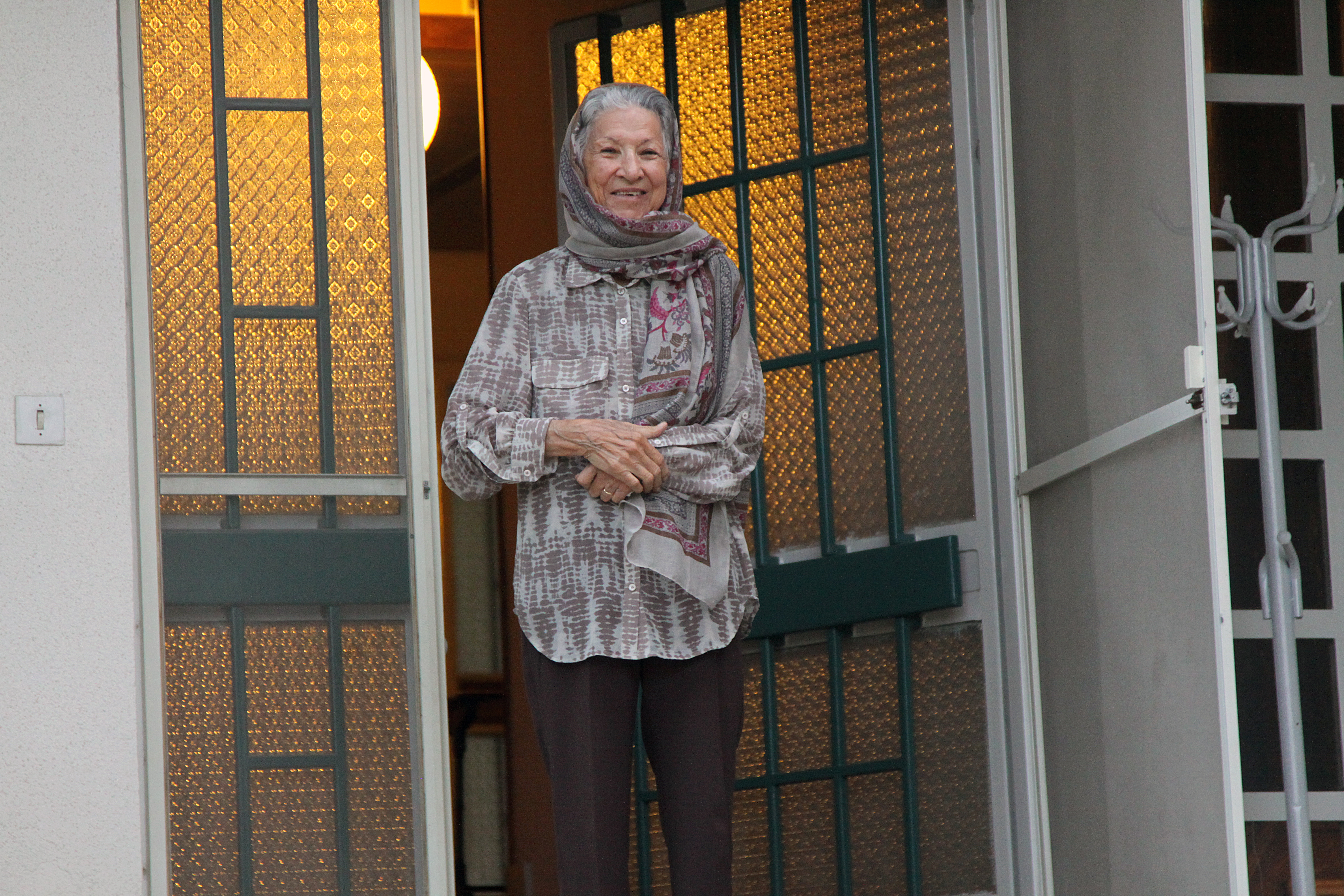
پوری سلطانی در خانه شخصی درزردبند (اسفند ۱۳۸۷)

افزون بر خدمات علمی و فرهنگی، سال‌های عمر پوری به زنده نگه‌داشتن نام و یاد مرتضی کیوان گذشت؛ وی هر سال در خانه شخصی خویش در زردبند لواسان، مراسمی در بزرگداشت همسر خویش برگزار می‌نمود و در آن برای مرتضی شعرهایی می‌خواند که در زمینه آن‌ها آهنگ معروف و احساسی از جون بائز با عنوان "baby, I'm gonna leave you" اجرا می‌شد. به گفتهٔ خواهر پوری، داستان عاشقانه این دو، که از میان نامه‌هایشان به خوبی هویداست، یکی از پایدارترین عشق‌ها در دوره معاصر و یکی از مصادیق واقعی هنر عشق ورزیدن بوده‌است.

## مهاجرت و تحصیلات
پس از اعدام مرتضی، پوری سلطانی دو سال در بستر بیماری بود ولی در ۱۳۳۵ برای ادامه تحصیل به لندن رفت. در آنجا به سفارش دکتر محمدجعفر محجوب به تحصیل در رشته زبان‌های آرامی مشغول شد. در این راه پروفسور والتر برونو هنینگ، ایران‌شناس نامی انگلیسی، کمک بسیار به او کرد. پوری امیدوار بود که پس از پایان تحصیل به ایران بازگردد و این زبان‌ها را در دانشگاه تهران تدریس کند. اما بخت یارش نبود و به دلیل مشکلات مالی، ممنوعیت کار حین تحصیل و مخالفت دانشگاه با اعطای بورس تحصیلی، به ناچار تغییر مسیر داد و به تحصیل زبان و ادبیات انگلیسی پرداخت.

## بازگشت به ایران
در سال ۱۳۴۱، پوری سلطانی با اخذ دیپلم کیمبریج در زبان انگلیسی به ایران بازگشت. در ابتدا ساواک او را از کارکردن محروم کرده‌بود؛ پس به تدریس زبان در کلاس‌های شبانه پرداخت. در همین سال‌ها بود که کتاب «هنر عشق ورزیدن» اریک فروم را به فارسی ترجمه کرد. در سال ۱۳۴۳، به‌طور تصادفی دوست قدیمی‌اش، مهرداد بهار را دید. بهار به او توصیه کرد که در آزمون استخدامی کتابخانه بانک مرکزی شرکت کند و این‌چنین سرنوشت، او را به دنیای کتابداری کشاند. خانم گوهریان رئیس کتابخانه، خود دانش‌آموخته کتابداری در آمریکا و صاحب تجربه بود. پوری نخستین درس‌های کتابداری از او آموخت.
وی در سال ۱۳۴۵ در آزمون ورودی کارشناسی ارشد کتابداری که به تازگی در دانشگاه تهران دایر شده بود؛ شرکت کرد و پذیرفته شد. در ۱۳۴۷، یکی از ۱۳ دانش‌آموخته کتابداری از نخستین دوره کارشناسی ارشد کتابداری دانشگاه تهران بود. در همین سال برای تدریس درس فهرست‌نویسی و رده‌بندی در همان دوره دعوت شد. او همچنین عضو هیئت علمی دانشگاه تهران و استاد گروه کتابداری کتابخانه ملی ایران بوده‌است.

## مرکز خدمات کتابداری
پوری سلطانی در تأسیس و راه‌اندازی مرکز مدارک علمی و مرکز خدمات کتابداری در وزارت علوم و آموزش عالی نقش مؤثری داشت. در آن زمان جان هاروی، متخصص کتابداری و اطلاع‌رسانی آمریکایی، استاد مدعو در دانشگاه تهران بود. او با معرفی هاروی به وزیر علوم وقت مجید رهنما که نسبت خانوادگی با او داشت، برای راه‌اندازی این دو مرکز کوشید. دو مرکز یادشده در ۱۳۴۷ افتتاح شدند و نقشی سازنده و مهم در فرایند گذار کتابداری ایران از مرحله سنتی به مدرن ایفا کردند و موجب تحولی عظیم در کتابخانه‌های ایرانی به‌ویژه کتابخانه‌های مراکزدانشگاهی و پژوهشی شدند. پوری سلطانی ریاست مرکز خدمات کتابداری را نپذیرفت و مدیریت بخش تحقیقات آن مرکز را بر عهده گرفت. او را از بانک مرکزی به وزارت علوم منتقل کردند.
پوری سلطانی در پست مدیریت تحقیقات و با کمک نیروی جوان و دانش‌آموخته کتابداری توانست مهم‌ترین قواعد و استانداردهای بین‌المللی کتابداری را به فارسی ترجمه و با تحقیق و پژوهش آن‌ها را بومی و ایرانی کند. از آن جمله اند سر عنوان‌های موضوعی فارسی، فهرست اسامی مشاهیر و گسترش بخش‌هایی از رده‌بندی دیوئی و کنگره آمریکا که با فرهنگ، تمدن، ادبیات و تاریخ و جغرافیایی ایرانی و موضوع اسلام مربوط می‌شدند.
در نیمه اول دهه ۱۳۵۰، دولت شاهنشاهی ایران تصمیم به گشایش کتابخانه ملی بزرگ و مدرن با عنوان «کتابخانه ملی پهلوی» گرفت. بدین منظور هیئتی از برجسته‌ترین کتابداران جهان، شورای مشاوران این طرح را تشکیل دادند و پوری سلطانی در این شورا عضویت و نقشی فعال داشت. این طرح با آغاز انقلاب تعطیل شد.

## بازنشستگی
پوری سلطانی در سال ۱۳۸۰ خورشیدی از کتابخانه ملی ایران بازنشسته شد؛ ولی همچنان همکاری خود را با آن نهاد ادامه داد. در این دوران بر ساماندهی و پردازش اطلاعات کتاب‌ها و تربیت فهرست‌نویسان جوان نظارت داشت تا آنکه در آبان ۱۳۹۲ پشت میز کارش بیهوش شد و او را به بیمارستان منتقل کردند. اگرچه پس از دو ماه بحرانی به‌طور نسبی بهبود یافت؛ تا دو سال همچنان بیمار بود و قوایش تحلیل می‌رفت؛ تا آنکه در آبان ۱۳۹۴ خورشیدی درگذشت.

## درگذشت
پوراندخت سلطانی سرانجام در ۱۶ آبان ۱۳۹۴ خورشیدی بر اثر بیماری ریوی در بیمارستان ایرانمهر تهران درگذشت. پیکر او در روز هفدهم آبان با حضور خانواده، دوستان، شاگردان، همکاران و علاقمندانش و پس از ادای احترام در محوطه کتابخانه ملی ایران در قطعه نام‌آوران بهشت زهرا به خاک سپرده شد. در مراسم وداع با پوری، کامران فانی، محمدرضا شفیعی کدکنی و … حضور داشتند و حجت‌الاسلام سید محمود دعایی بر پیکر وی نماز خواند.

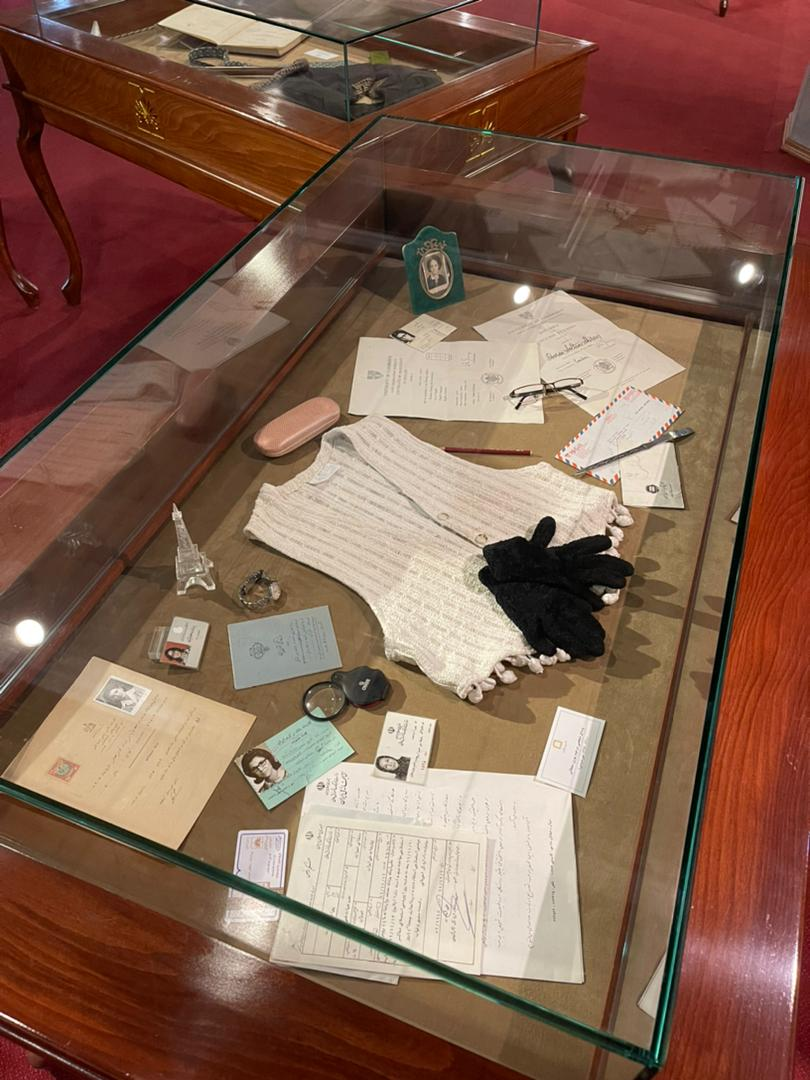
یادگارهای پوری سلطانی در موزه کتاب و میراث مستند ایران

## فیلم
مستند «برای کتاب‌هایم» به کارگردانی رضا حائری، دربارهٔ زندگی، کار و فعالیت‌های پوراندخت سلطانی در کتابخانه ملی ایران است. در این مستند بزرگانی هم‌چون مجید رهنما، نجف دریابندری و فریده رهنما به بیان خاطرات خود از زندگی پوری پرداختند.

## بزرگداشت
در اسفند ۱۳۹۳ کتابخانه ملی ایران، از خدمات پوری سلطانی تجلیل کرد و به وی لقب «مادر کتابداری مدرن ایران» را اعطا کرد. در ۱۷ خرداد ۱۳۹۴ نیز بزرگداشتی به مناسبت دویستمین شماره مجله بخارا برای پوری برپاشد و با حضور بزرگانی چون سایه، عبدالله انوار، نوش‌آفرین انصاری، کامران فانی و … از این شماره که تصویر پوری سلطانی را بر جلد خویش داشت؛ رونمایی گردید.

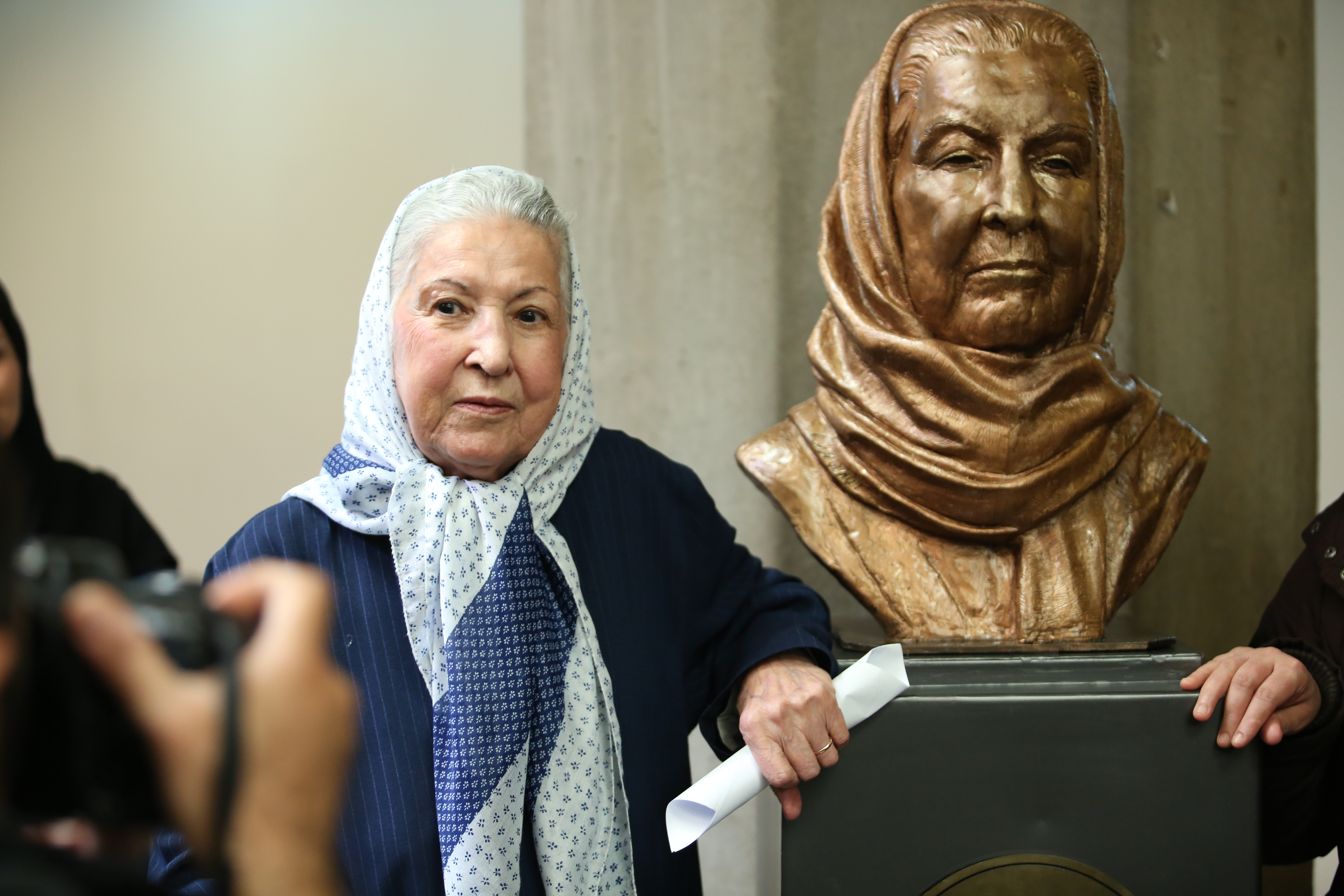
تجلیل از پوری سلطانی در کتابخانه ملی ایران

## یادمان بانو پوری سلطانی

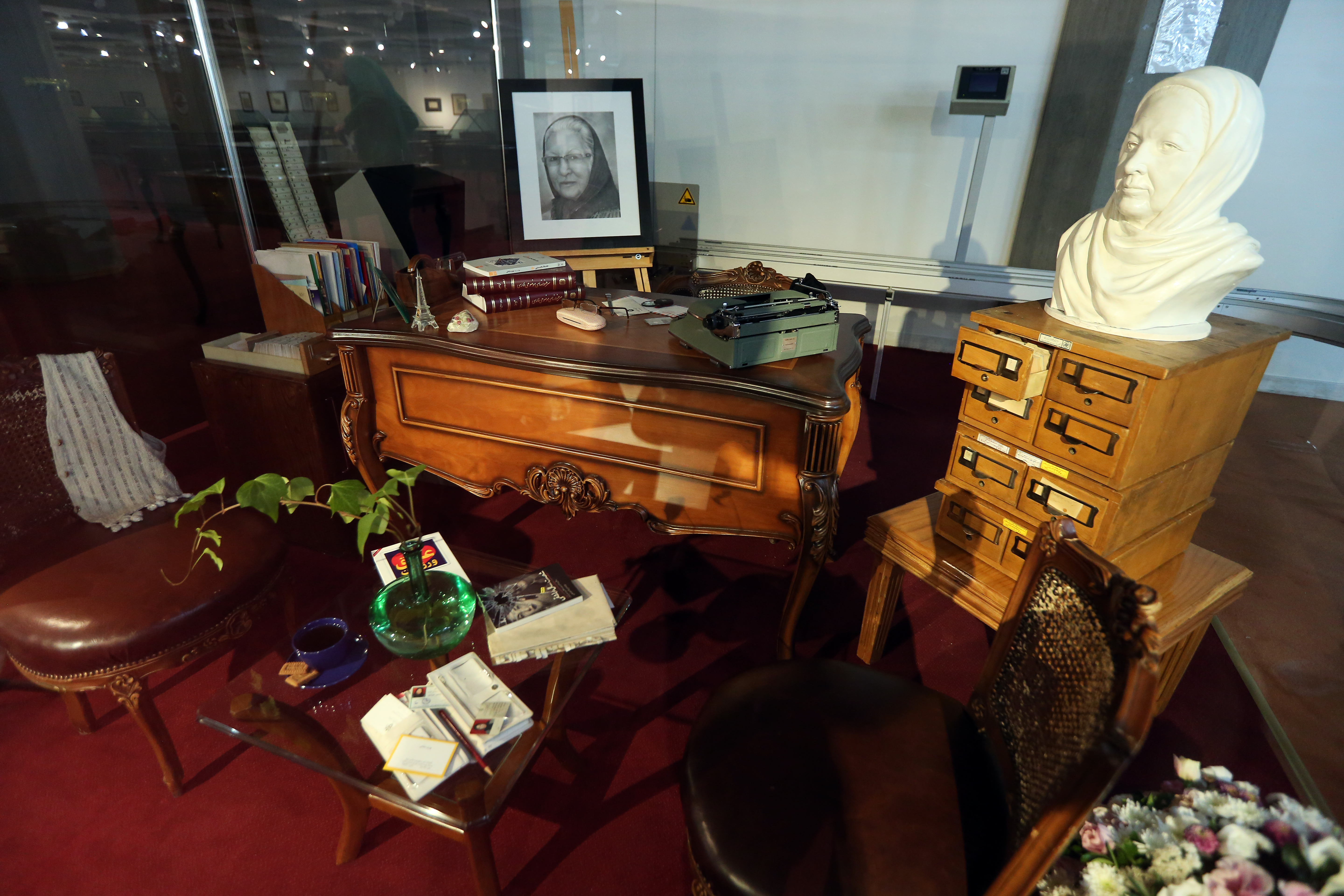
یادمان پوری سلطانی در موزه کتاب و میراث مستند ایران

در ۲۶ آبان ۱۳۹۷ به همت خانواده، برخی از دوستان و همکاران پوری، اتاق کار و یادگارهای این بانوی فرهیخته در موزه کتاب و میراث مستند ایران، از بخش‌های سازمان اسناد و کتابخانه ملی ایران، رونمایی گردید؛ تا یاد این استاد گرانقدر، همیشه در خاطره‌ها جاودان بماند.

## اهدای آثار
پوری سلطانی امانت‌دار یک مجموعه از دستنوشته‌ها، عکس‌ها، کارت‌پستال‌ها و … مربوط به آذر رهنما بود که بر روی آن یادداشتی در توصیه به اهدای این آثار به کتابخانه ملی ایران نوشته بود؛ در مهر ۱۳۹۷ خورشیدی به همت شیفته سلطانی به این مهم، جامه عمل پوشیده شد و هم‌اکنون این آثار در موزه کتاب و میراث مستند ایران نگهداری می‌شود.

## برخی از آثار
- سرعنوان‌های موضوعی فارسی، کتابخانه ملی ایران[۹]
- دانشنامه کتابداری و اطلاع‌رسانی
- خدمات فنی، تهران: کتابخانه ملی ایران[۹] (این کتاب از منابع آزمون کارشناسی ارشد در ایران است[۱۰])
- راهنمای مجله‌ها و روزنامه‌های ایران، با همکاری رضا اقتدار، کتابخانه ملی ایران[۹]
- خلاصه رده‌بندی ده‌دهی دیویی و نمایه نسبی، ملویل دیویی، مترجم: ابراهیم عمرانی، ویراستار: پوری سلطانی
- هنر عشق ورزیدن، اثر اریک فروم، مترجم: پوری سلطانی
- نشانه مؤلف فارسی، تنظیم امیر مسعود نیکبخت جم، با مقدمه پوری سلطانیگواهی قبولی دوشیزه پوراندخت سلطانی در سال تحصیلی ۲۷–۱۳۲۶

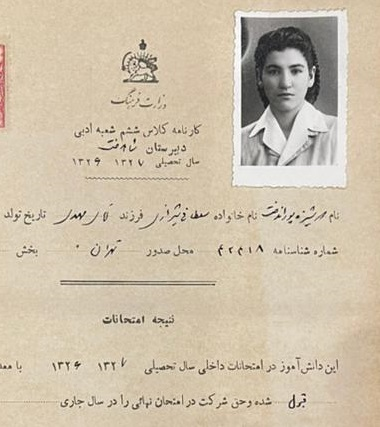
گواهی قبولی دوشیزه پوراندخت سلطانی در سال تحصیلی ۲۷–۱۳۲۶

## آلبوم عکس

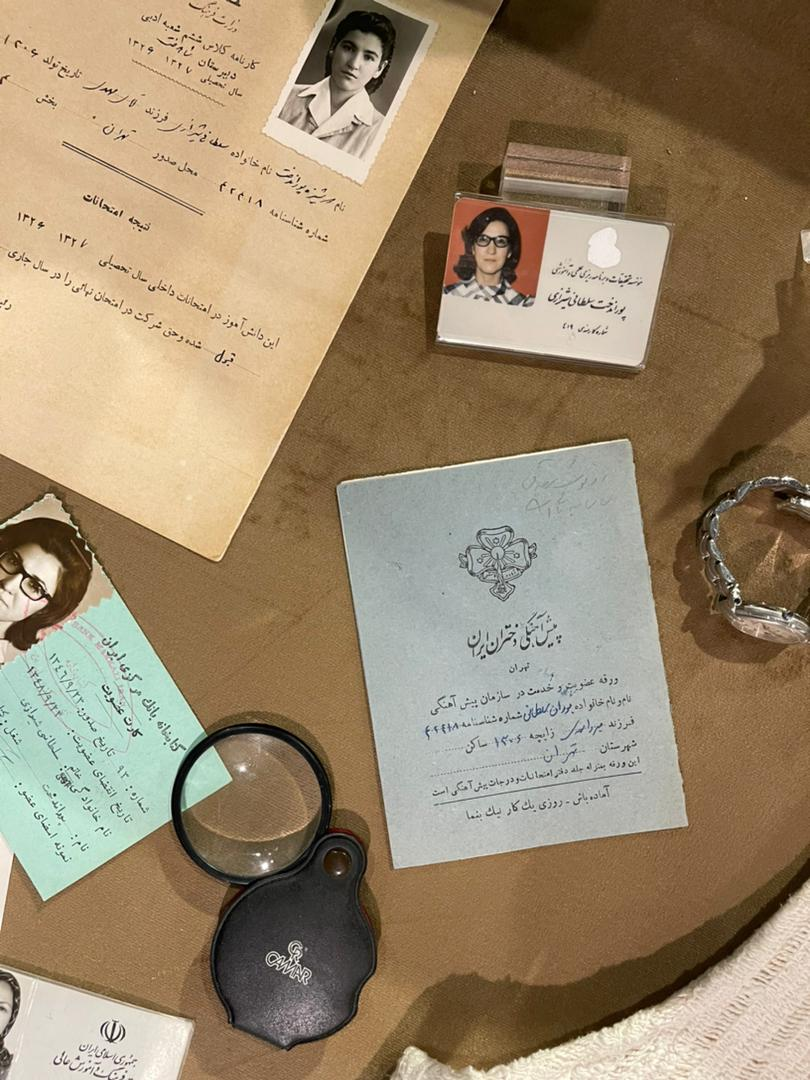
یادگارهای پوری سلطانی